# Marian Więckowski
Marian Więckowski (ur. 8 września 1933 w Warszawie, zm. 17 lipca 2020) – polski kolarz szosowy, trener i działacz kolarski, zawodnik Legii Warszawa, trzykrotny zwycięzca Tour de Pologne (1954–1956). Teść Czesława Langa.

## Kariera
Marian Więckowski przygodę z kolarstwem rozpoczął zaraz po zakończeniu II wojny światowej. Pierwszy raz wziął udział w wyścigu kolarskim w wieku 15 lat, który był organizowany przez dziennik Express Wieczorny.
Przez niemal całą karierę związany był z klubem Legia Warszawa. Znalazł się w składzie reprezentacji Polski na Wyścig Pokoju 1953, gdzie był rezerwowym. W tym wyścigu zadebiutował w edycji 1956, w której zajął 20. miejsce w klasyfikacji generalnej. Startował również w Wyścigu Pokoju 1957.
W latach 1954–1956 zwyciężał w wyścigu Tour de Pologne, będąc tym samym pierwszym kolarzem w historii, który trzykrotnie z rzędu wygrał tę imprezę. Jest również rekordzistą Tour de Pologne pod względem liczby etapów przejechanych w koszulce lidera – 20. Zajął 3. miejsce w wyścigu Tour d'Egypte 1956.

## Po zakończeniu kariery
Marian Więckowski po zakończeniu kariery został trenerem. Był przez wiele lat szefem działu szkolenia w Polskim Związku Kolarskim, zajmował się także szkoleniem dzieci i młodzieży w ramach PZKol.
W 2010 został odznaczonym Krzyżem Oficerskim Orderu Odrodzenia Polski (2010).

## Najważniejsze osiągnięcia
- 1. miejsce w Tour de Pologne: 1954, 1955, 1956
  - 2 zwycięstwa etapowe:
    - 1953: 4. etap
    - 1954: 8. etap